# مواد کامپوزیتی پیشرفته
مواد کامپوزیتی پیشرفته (ACMs) یا کامپوزیت‌های با ماتریکس پلیمری پیشرفته حاوی الیاف (فیبر) با مقاومت و سفتی بالا نسبت به سایر مواد هستند. این مواد با ماتریس‌هایی نسبتاً ضعیف تر ترکیب می‌شوند. دلیل نامگذاری این مواد به عنوان مواد کامپوزیتی پیشرفته (ACM) در مقایسه با مواد کامپوزیتی دیگر مانند بتن تقویت شده یا حتی خود بتن مشخص می‌شود. این الیاف با مقاومت بالا و چگالی کم بخش بزرگی از حجم را اشغال می‌کنند.
کامپوزیت‌های پیشرفته خواص فیزیکی و شیمیایی مطلوبی دارند که شامل وزن کم همراه با سفتی بالا (الاستیسیته) و مقاومت بالا در امتداد فیبر تقویت کننده، پایداری بعدی، مقاومت دمایی و شیمیایی، عملکرد انعطاف‌پذیر و پردازش نسبتاً آسان است. کامپوزیت‌های پیشرفته در حال جایگزین شدن با قطعات فلزی در بسیاری از کاربردها، به ویژه در صنعت هوافضا هستند.
کامپوزیت‌ها بر اساس فاز ماتریس شان طبقه‌بندی می‌شوند. این طبقه‌بندی‌ها عبارتند از کامپوزیت‌های ماتریس پلیمری (PMC)، کامپوزیت‌های ماتریکس سرامیکی (CMCs) و کامپوزیت‌های ماتریکس فلزی (MMC). همچنین مواد موجود در این دسته‌بندی اغلب «پیشرفته» نامیده می‌شوند اگر ویژگی‌هایی مانند قدرت بالا (محوری، طولی) و مقادیر بالای سختی (محوری، طولی)، وزن کم، مقاومت خوردگی و در برخی موارد خواص الکتریکی خاص را شامل شوند.
مواد کامپوزیت پیشرفته دارای کاربردهای گسترده و اثبات شده در بخش صنعت هواپیما سازی، هوا فضا و تجهیزات ورزشی هستند. به‌طور خاص، ACMها برای قطعات هواپیما و سازه‌های هوا فضا بسیار جذاب هستند. ACMs برای طرح حمل و نقل فضایی پیشرفته، زره حفاظتی برای حمل و نقل هوایی ارتش و اداره هوانوردی فدرال ایالات متحده آمریکا، و محور (شفت) با درجه حرارت بالا برای هلیکوپتر کومانچی تاکنون توسعه یافته‌اند. علاوه بر این، ACMها سابقه طولانی ای در صنایع هوایی دولتی و نظامی دارند. با این حال، این تکنولوژی نسبتاً جدید است و به‌طور رسمی در آموزش متوسطه یا دوره کارشناسی ارائه نمی‌شود. تکنولوژی ساخت کامپوزیت‌های پیشرفته به‌طور مداوم در حال تکامل است.

## بررسی و دیدگاه تاریخی
تولید ACMها یک صنعت چند میلیارد دلاری در سراسر جهان است. محصولات کامپوزیت از اسکیت بورد تا شاتل فضایی را در بر می‌گیرد. این صنعت به‌طور کلی می‌تواند به دو بخش اصلی کامپوزیت‌های صنعتی و کامپوزیت‌های پیشرفته تقسیم شود. چندین فرایند تولید کامپوزیت در هر دو بخش رایج هستند. این دو بخش اصلی در زیر شرح داده شده‌است.

### کامپوزیت‌های صنعتی
کامپوزیت‌های صنعتی بیش از ۴۰ سال در ایالات متحده قرار سابقه دارد. این صنعت بزرگ از سیستم‌های مختلف رزین از جمله پلی استر، اپوکسی و دیگر رزین‌های تخصصی استفاده می‌کند. این مواد همراه با یک کاتالیزور یا عامل پخت و نوعی از فیبر تقویتی (معمولاً الیاف شیشه ای) در تولید طیف گسترده‌ای از اجزای صنعتی و کالاهای مصرفی مانند قایق‌ها، لوله‌ها، بدنه خودرو و انواع دیگر قطعات و اجزاء مورد استفاده قرار می‌گیرند.

### کامپوزیت‌های پیشرفته
صنعت کامپوزیت ماتریکس پیشرفته یا صنعت مواد کامپوزیتی پیشرفته بر اساس استفاده از سیستم‌های رزینی گرانقیمت و با کارایی بالا و فیبر تقویتی با مقاومت و سختی بالا طبقه‌بندی می‌شود. صنعت هوافضا، شامل هواپیماهای نظامی و تجاری، مشتری اصلی کامپوزیت‌های پیشرفته است. این مواد برای استفاده توسط تأمین کنندگان محصولات ورزشی که تجهیزات با کارایی بالا به بازارهای گلف، تنیس، ماهیگیری و تیراندازی با کمان، استفاده می‌شود؛ و همچنین در صنعت استخر سازی با دیوار کامپوزیتی.
در حالیکه هوافضا امروز بازار غالب کامپوزیت‌های پیشرفته است، بازارهای صنعتی و خودرو به‌طور فزاینده ای از کامپوزیت‌های پیشرفته در مقایسه با قبل استفاده می‌کنند. در حال حاضر، هر دو فرایند دستی و اتوماتیک در ساخت قطعات کامپوزیت پیشرفته استفاده می‌گردند. از آنجایی که فرایندهای تولید اتوماتیک رو به رشد است انتظار می‌رود هزینه‌های کامپوزیت‌های پیشرفته تا زمانی که این مواد به‌طور گسترده‌ای در تجهیزات الکترونیکی، ماشین آلات و تجهیزات حمل و نقل سطحی مورد استفاده قرار گیرد کاهش یابد.
تأمین کنندگان مواد کامپوزیتی پیشرفته، شرکت‌های بزرگی هستند که قادر به انجام تحقیق و توسعه لازم برای ارائه رزین‌های با کارایی بالا در این صنعت می‌باشند. بسیاری ازکاربران نهایی نیز در صنعت هواپیما و هوافضا هستند.

## مواد ماتریکس
سیستم‌های کامپوزیت پیشرفته به دو نوع بنیادین بر اساس ویژگی‌های شیمیایی ماتریکس تقسیم می‌شوند، ترموستات‌ها (Thermosets) و ترموپلاستیک‌ها (Thermoplastics). امروزه استفاده از Thermosetها از نوع غالب است. Thermosetها به چندین سیستم رزین شامل اپوکسی، فنولیک، پلی اورتان و پلی آمید تقسیم می‌شوند. سیستم‌های اپوکسی در حال حاضر بر صنعت کامپوزیت پیشرفته تسلط دارند.

### ترموست‌ها
رزین ترموست به عامل پخت یا هاردنر (سخت‌کننده) و اشباع بر روی یک ماده تقویت کننده، و نیز یک گام پخت برای تولید یک بخش نباز دارد. پس از پخت، بخشی را نمی‌توان تغییر یا اصلاح کرد. بعضی از ترموست‌های رایج تر عبارتند از اپوکسی، پلی اورتان، رزین‌های فنولی و آمینو، بسمالعمید (BMI, polyimides)، پلی آمیدها.
اپوکسی‌ها بیشترین استفاده را در صنعت دارند. رزین اپوکسی بیش از ۴۰ سال در صنعت ایالات متحده مورد استفاده قرار گرفته‌است. ترکیبات اپوکسی به عنوان ترکیبات گلیسیدیل نیز شناخته می‌شوند. مولکول اپوکسی نیز می‌تواند به مولکول‌های دیگر گسترش یافته یا متصل شود تا انواع مختلفی از محصولات رزین را ایجاد کند که هر کدام دارای خصوصیات و عملکرد مشخصی هستند. این رزین‌ها از مایع کم غلظت تا جامدات با وزن مولکولی بالا را می‌توانند شامل گردند. به‌طور معمول اپوکسی‌ها مایع با غلظت بالا هستند.
دومین ماده اساسی یک سیستم کامپوزیتی پیشرفته، عامل پخت یا سخت‌کننده است. این ترکیبات بسیار مهم هستند چرا که سرعت واکنش را کنترل می‌کنند و ویژگی‌های عملکرد محصول نهایی را تعیین می‌کنند. از آنجا که این ترکیبات به عنوان کاتالیزور برای واکنش عمل می‌کنند، باید حاوی مکان‌های فعال در مولکول‌هایشان باشند. بعضی از مواد شیمیایی مورد استفاده در صنعت کامپوزیت پیشرفته، آمین‌های معطر هستند. متیلن دیانیلین (MDA) و سولفونیت دی دیانیلین (DDS) دو نوع رایج از این مواد هستند.
در صنایع کامپوزیت پیشرفته، چندین نوع دیگر از مواد پخت نیز رایج هستند که شامل آمین‌های آلیفاتیک و cycloaliphatic, polyaminoamides، آمیدها و انهیدریدها است. باز هم، انتخاب عامل پخت بستگی به ویژگی‌های پخت و عملکرد مورد نظر برای محصول نهایی است. پلی اورتان‌ها گروه دیگری از رزین‌های مورد استفاده در فرایندهای کامپوزیت پیشرفته هستند. این ترکیبات با واکنش مولکول پلی ال با ترکیبات ایزوسیانات، به‌طور مثال تولئین دی ایزوسیانات (TDI)، تشکیل می‌شوند. دی ایزوسیانات متیلن (MDI) و هگزامتیلن دی ایزوسیانات (HDI) نیز به‌طور گسترده‌ای مورد استفاده قرار می‌گیرند. رزین‌های فنولی و آمینو یکی دیگر از انواع رزین‌های PMC هستند. بسمالعمید‌ها و پلی آمیدها تازه واردان صنعت کامپوزیت پیشرفته هستند و به اندازه رزین‌های دیگر مورد مطالعه قرار نگرفته‌اند.

### ترموپلاستیک‌ها
ترموپلاستیک‌ها در حال حاضر نسبتاً جز کوچکی از صنعت ACM هستند. آنها به‌طور معمول به عنوان مواد جامد غیرفعال (هیچ واکنش شیمیایی در جریان پردازش رخ نمی‌دهد) و فقط نیاز به گرما و فشار برای تشکیل محصول نهایی دارند. بر خلاف ترموست‌ها، ترموپلاستیک‌ها ها معمولاً می‌توانند دوباره گرم شوند و به شکل دیگری اصلاح شوند.

## تقویت با فیبر
مواد تقویت فیبری به سیستم رزین افزوده می‌شوند و مقاومت کششی و سفتی محصول نهایی را افزایش می‌دهند. انتخاب مواد تقویت کننده بر اساس خواص مورد نظر در محصول نهایی است. این مواد با رزین واکنش نمی‌دهند و یک بخش متمایز و یکپارچه از سیستم کامپوزیت پیشرفته هستند.
سه نوع اصلی از مواد تقویت فیبری مورد استفاده در صنعت کامپوزیت پیشرفته:
- کربن (کربن (فیبر)، گرافیت، نانولوله‌های کربنی)
- aramid
- الیاف شیشه ای

الیاف مورد استفاده در ساخت کامپوزیت پیشرفته به صورت‌های مختلف از جمله دسته ای، نخ، رینگ، رشته خرد شده و پارچه بافته شده و حصیر استفاده می‌شوند که هر کدام استفادهٔ خاص خود را دارد. وقتی مواد Prepreg در تولید قطعات استفاده می‌شود، پارچه‌های بافته شده یا حصیر مورد نیاز است. در فرایندهایی مانند سیم پیچی مرطوب یا پولتروژن، از نخ‌ها استفاده می‌شود.

## پری پرگ‌ها
Prepregها، پارچه، حصیر یا رشته‌های نخی آغشته به رزین صورت مسطح هستند که می‌توانند برای استفاده بعدی ذخیره شوند. رزین اغلب به صورت نیمه تمام یا "B-staging" پخت می‌شود. کاتالیزورها، مهار کننده‌ها، بازدارنده‌های شعله‌وری و سایر مواد افزودنی ممکن است برای دستیابی به خصوصیات خاصی در محصول نهایی استفاده شوند و باعث بهبود پردازش و ذخیره‌سازی گردند.

## محدودیت‌ها
با وجود قدرت بالا و وزن کم، کامپوزیت‌ها راه حل معجزه آسایی برای سازه‌های هواپیما نیستند. بررسی کامپوزیت‌ها برای یافتن نقوص معمولاً دشوار است. برخی از آنها رطوبت را جذب می‌کنند. مهمتر از همه، آنها می‌توانند به‌طور قابل ملاحظه ای گران باشند، به دلیل احتیاج به نیروی کاری قابل توجه و نیاز به ماشین آلات پیچیده و گران‌قیمت. در مقابل، تولید و تعمیر آلومینیوم آسان و ارزان است، به عنوان مثال در یک برخورد جزئی، یک بخش آلومینیومی اغلب می‌تواند به شکل اولیه خود چکش کاری شود، در حالی که یک جزء فایبر گلاس خرد شده، به‌طور کامل باید جایگزین شود.
آلومینیوم دارای چقرمگی نسبتاً بالایی است، به طوری که می‌توان مقدار زیادی تغییرات پلاستیکی قبل از شکست را تحمل کند. از سوی دیگر، کامپوزیت‌ها آسیب پذیرتر هستند و قبل از شکست، تغییر شکل پلاستیکی بسیار کمتری را متحمل می‌شوند. هواپیمایی که به‌طور کامل از آلومینیوم ساخته شده‌است می‌تواند تقریباً در هر جایی تعمیر شود. این مورد برای مواد کامپوزیتی امکان‌پذیر نیست، به ویژه به دلیل استفاده از مواد مختلف و ناشناخته تر. به همین دلیل، کامپوزیت‌ها احتمالاً به صورت پر رنگ تر در صنعت هواپیماهای نظامی استفاده خواهد شد که به‌طور دائمی زیر نظر و نگهداری می‌شوند. آلومینیوم همچنان به عنوان یک ماده پراستفاده در ساختارهای هواپیمایی باقی مانده‌است و متالوژیست‌ها برای ساخت آلیاژهای آلومینیومی بهتر مانند آلیاژ آلومینیوم و لیتیمتحقیق می‌کنند.